# Gossypioides brevilanatum
Gossypioides brevilanatum är en malvaväxtart som först beskrevs av Bénédict Pierre Georges Hochreutiner, och fick sitt nu gällande namn av J. B. Hutchinson. Gossypioides brevilanatum ingår i släktet Gossypioides och familjen malvaväxter. Inga underarter finns listade i Catalogue of Life.